# Die verschwundene Familie
Die verschwundene Familie sind die dritte und vierte Episode der Fernsehfilmreihe Nordholm aus dem Jahr 2019. In den Hauptrollen sind erneut Heino Ferch und Barbara Auer zu sehen. Die Erstausstrahlung erfolgte am 7. und 8. Januar 2019 im ZDF.

## Handlung
Am Strand der fiktiven schleswig-holsteinischen Kleinstadt Nordholm wird die Leiche des Familienvaters Jakob Thomsen gefunden, der offensichtlich von der Steilküste gestürzt ist. Seine Frau Anna und Tochter Lilly sind spurlos verschwunden; nur der Sohn der Familie, Tom, ist noch da. Polizistin Hella Christensen, Nachbarin der Thomsens, übernimmt mit ihrem Vorgesetzten Simon Kessler die Ermittlungen.
Hellas Ehe zerbricht, als sie herausfindet, dass ihr Mann Johannes eine Affäre mit der verschwundenen Anna hat, was Johannes zwischenzeitlich verdächtig macht, in deren Verschwinden verwickelt zu sein. Als Lilly völlig entkräftet am Strand gefunden wird, nehmen die Ermittlungen eine Wendung: Sie wurde entführt und in einem alten Bunker auf dem Grundstück des Schriftstellers Holler gefangen gehalten. Holler wiederum wurde erpresst, weil er in Hamburg sexuelle Kontakte zu Minderjährigen gepflegt hatte, weswegen er schließlich auch verhaftet wird. Die Entführung von Lilly und der Mord an Lillys Vater lassen sich ihm indes nicht nachweisen. Auch Carsten Jung, einem Freund des Toten, kann die Tat nicht nachgewiesen werden.
Der Fall klärt sich kurz vor Ende eher durch Zufall auf: Lillys Großmutter findet einen Stofffetzen von Annas Bluse, den Annas Vater im See versteckt hatte. Der Fetzen wurde ihm zugeschickt, weil er mit Annas und Lillys Entführung um Lösegeld erpresst werden sollte, was er geheim hielt. Annas Vater identifizierte seinen ihm verhassten Schwiegersohn Jakob selbst als den Entführer und Erpresser und stellte ihn zur Rede. Im Streit stieß er ihn die Steilküste hinunter. Anna hatte die Entführung mit Jakob geplant und inszeniert, um an Geld ihres wohlhabenden Vaters zu kommen, und hielt sich auf einem Boot vor der Küste auf, wo sie von Christensen und Kessler gefunden wird, nachdem Christensen ein Bild des Bootes in ihrem Briefkasten gefunden hat.

## Rezeption

### Kritiken
TV Spielfilm lobte, der Film baue „ganz langsam immense Spannung auf“. Er sei „nicht perfekt, aber fesselnd bis zuletzt“.
Die FAZ meinte hingegen: „Für Liebhaber vertrackter Geschichten wird das Ganze über 180 Minuten hinweg kaum je richtig spannend. Zu deutlich vernachlässigt das Drehbuch absichtlich bestimmte Spuren und betont offensichtlich Nebensächliches. Die verschwundene Familie setzt quotentechnisch geschickt eben eher auf sein zum Teil gestalterisch weit unterfordertes Schauspielerensemble als auf Schlüssigkeit“.

### Einschaltquoten
Den ersten Teil sahen bei der Erstausstrahlung am 7. Januar 2019 6,95 Millionen Zuschauer ab drei Jahren. Damit wurden 21,4 Prozent Marktanteil erreicht. Den zweiten Teil sahen am 8. Januar 2019 6,75 Millionen (20,7 % Marktanteil).

## Fortsetzung
Anfang Januar 2020 sendete das ZDF mit Das Mädchen am Strand eine zweiteilige Fortsetzung, erneut mit Heino Ferch und Barbara Auer in den Hauptrollen.